# Vågmärfiskar
Vågmärfiskar (Trachipteridae), är en familj fiskar med olika kroppsformer med en gemensam karaktär - alla arter saknar fentaggar. De är avlånga, bandliknande och pelagiska djuphavsfiskar och lever längs hela Atlantkusten, men är mycket sällsynta att träffa på. Fynd har dock gjorts bland annat i Sverige, Danmark och Norge.
Utbredningsområdet sträcker sig även över Indiska oceanen, Stilla havet och Medelhavet. Arterna i familjen har en långsträckt ryggfena och de saknar analfenan. Huvudet kännetecknas av stora ögon och av tänder i käkarna. Arterna har en mycket liten simblåsa som tappade sin funktion. De största exemplaren är 170 cm långa.
Det vetenskapliga namnet är bildat av de grekiska orden trachys (grov) och pteryx (fena).

## Släkten

### Desmodema
- Desmodema lorum, (Rosenblatt & Butler, 1977)
- Desmodema polystictum, (William Ogilby, 1898)

### Trachipterus
- Trachipterus altivelis, (Kner, 1859)
- Vågmär (Trachipterus arcticus), (Brünnich, 1771)
- Trachipterus fukuzakii, (Fitch, 1964)
- Trachipterus ishikawae, (Jordan, 1901)
- Trachipterus jacksonensis, (Ramsay, 1881)
- Trachipterus trachypterus, (Gmelin, 1789)

### Zu
- Zu cristatus, (Bonelli, 1819)
- Zu elongatus, (Heemstra & Kannemeyer, 1984)